# منتخب هولندا لكرة الماء
منتخب هولندا الوطني لكرة الماء هو المنتخب الذي يمثل هولندا في منافسات كرة الماء للرجال، ويقوم إتحاد هولندا للسباحة بإدارة شؤونه، أبرز إنجازاته هو فوزه بالميدالية البرونزية الأولمبية مرتين أولها كان في دورة 1948 والثانية كانت في دورة 1976.

## وصلات خارجية
- موقع الاتحاد الهولندي لكرة الماء